# Campeloma geniculum
Campeloma geniculum är en snäckart som först beskrevs av Conrad 1834.  Campeloma geniculum ingår i släktet Campeloma och familjen sumpsnäckor. IUCN kategoriserar arten globalt som livskraftig. Inga underarter finns listade i Catalogue of Life.